# Bob Moses
Rakalam Bob Moses (født d. 28. januar 1948 i New York City, New York, USA) er en amerikansk freejazztrommeslager og percussionist. 
Moses startede som percussionist i Rahsaan Roland Kirks gruppe fra 1964-1965. Derefter dannede han fusions gruppen Free Spirits med guitaristen Larry Coryell. Men han er nok bedst kendt som trommeslager i vibrafonisten Gary Burtons kvartet sidst i 60'erne og op i gennem 70'erne. 
Han har ligeledes spillet med Steve Kuhn, Steve Swallow, Dave Liebman,  Pat Metheny, Jack DeJohnette, George Gruntz og Hal Galper. Han har lavet en stribe soloplader i eget navn.
Moses optræder nu mest sammen med  John Lockwood, Don Pate, og John Medeski samt  guitaristen Tisziji Munoz og underviser på  New England Conservatory.

## Diskografi
- Bittersuite in the Ozone
- Devotion
- Family
- When Elephants Dream of Music
- Visit with the Great Spirit
- The Story of Moses
- Time Stood still
- Love Everlasting
- Nishoma
- Drumming Birds
- Love Animal

## Eksterne kilder og henvisninger
- Biografi